# Obrovská brána

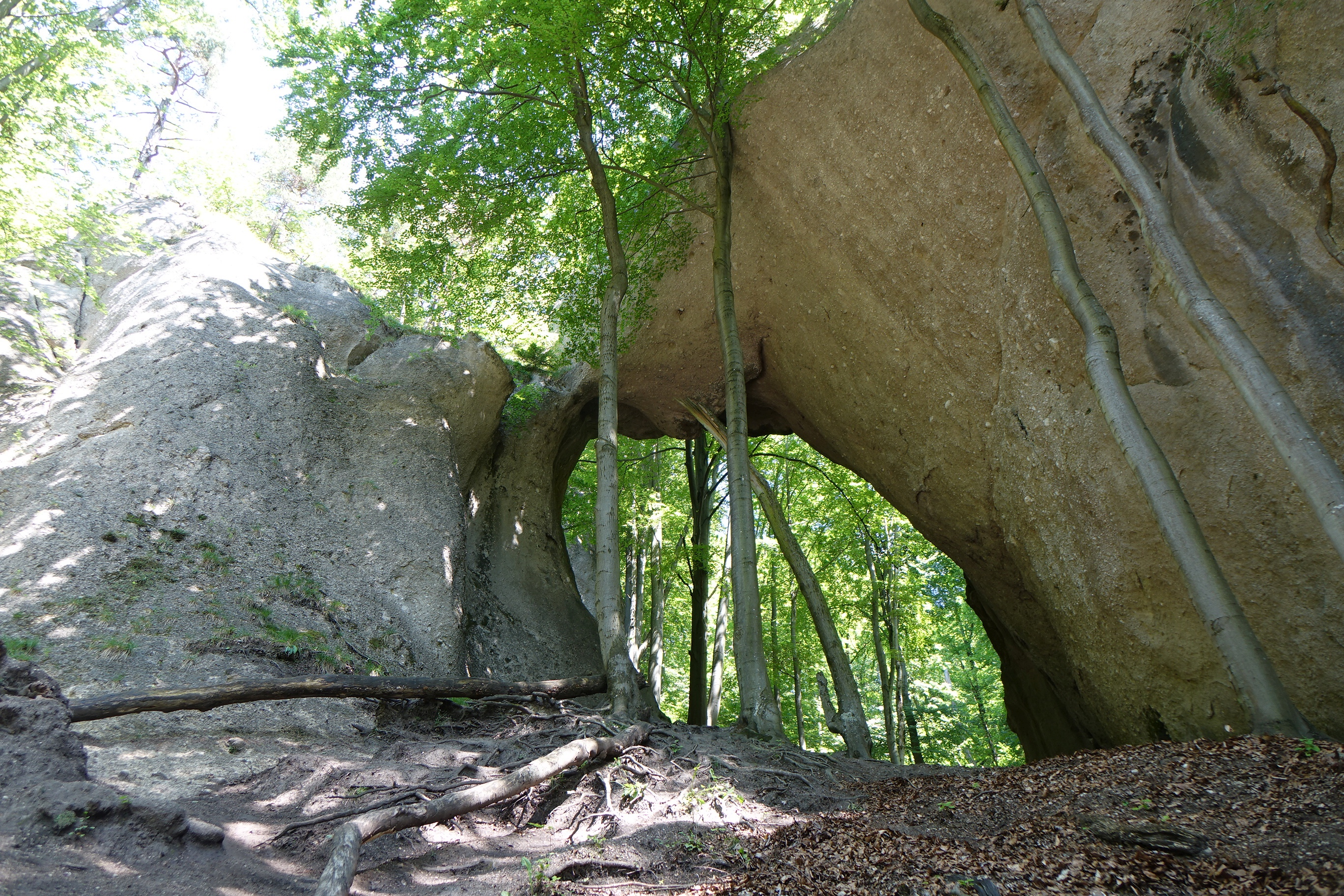

Obrovská brána lub Skalné okno – duża skalna brama w Górach Strażowskich na Słowacji, a dokładniej w ich części zwanej Sulowskimi Skałami (Súľovské skaly).
Obrovská brána jest to naturalnego pochodzenia skalna brama o wysokości 11 m i szerokości 10 m w skałach zbudowanych z piaskowca. Znajduje się przy żółtym szlaku turystycznym wiodącym od rozdroża Lúka pri kamennom hríbe w miejscowości Súľov-Hradná przez Lúka pod Roháčom na przełęcz Pod Roháčom, gdzie szlak ten krzyżuje się z dwoma głównymi szlakami wiodącymi grzbietem Sulowskich Skał (czerwonym i zielonym). Znajduje się na bardzo stromym zboczu, nieco powyżej szlaku, z którego jest dobrze widoczna. Obrovská brána znajduje się w obrębie rezerwatu przyrody Súľovské skaly. W rezerwacie tym jest jeszcze druga skalna brama – Gotická brána.